# Aturus semilineatus
Aturus semilineatus är en kvalsterart som beskrevs av Herbert Habeeb 1953. Aturus semilineatus ingår i släktet Aturus och familjen Aturidae. Inga underarter finns listade.